# Мірошніченко Олександр Іванович
Олександр Іванович Мірошніченко (30.11.1964) — український художник, член Національної спілки художників України.

## Біографія
Народився 30 листопада 1964 року в м. Донецьк, український художник.
З 1968 року проживає в м. Лубни Полтавської області.
Закінчив Лубенську дитячу художню школу під керівництвом заслуженого діяча культури, художника Василя Семенюти, під час навчання він побував з ним в майстернях таких видатних українських художників: М. П. Глущенка, М. Г. Дерегуса, Г. С. Меліхова та скульптора В. І. Злоби.
В 1986 році закінчив Київський технікум легкої промисловості й отримав спеціальність художник-модельєр взуття і оздоблення шкіри.
З 1986 по 2016 рік проживав в м. Луганськ, де працював художником-модельєром на взуттєвій фабриці. Паралельно займався живописом та графікою.
Перша персональна виставка відбулась в 2005 році в м. Луганськ.
З 2012- 2016 рік працював художником-конструктором та технологом в українській компанії «Antonio Biaggi» з виробництвом у Китаї.
З 2016 року проживає в м. Лубни, де працює в гранітній майстерні художником по каменю.
В 2018 році пройшли виставки робіт з графіки та живопису в галереї образотворчого мистецтва Лубенського краєзнавчого музею імені Гната Стеллецького та у виставковому залі Миргородського краєзнавчого музею.
Член Національної спілки художників України з 2019 року.
Лауреат Лубенської районної літературно-мистецької премії імені В. А. Симоненка у номінації «Мистецтво і монументальна скульптура» (2020).
Він не боїться експериментувати, працює в різних жанрах та стилях: пейзажу, натюрморту, портрета, тематичної картини.
Брав участь у Міжнародних, Всеукраїнських, обласних та місцевих виставках. Займався ілюструванням книг. Твори художника знаходяться в приватних колекціях в нашій країні та за кордоном: Польщі, Німеччині, Росії, Ізраїлі та Білорусі, а також у фондах Лубенського краєзнавчого музею імені Гната Стеллецького, Лубенській міській бібліотеці для дорослих імені Володимира Леонтовича, Лубенській районній раді, в опорному закладі «Калайденцівська ЗОШ І-ІІІ ст. імені Ф. Д. Рубцова».

## Персональні виставки
- «Дивовижні тварини», м. Луганськ, (2005);
- «Бог створив тварин, щоб відігріти наші холодні серця», галерея образотворчого музею Лубенського краєзнавчого музею імені Гната Стеллецького, (2017);
- «Споглядаючи світ» виставка живопису та графіки, музей Гурамішвілі, м. Миргород та галерея образотворчого мистецтва Лубенського краєзнавчого музею імені Гната Стеллецького, (2021).

## Участь у Всеукраїнських та міжнародних  виставках
- Всеукраїнська виставка «Мальовнича Україна», (2017);
- Всеукраїнська виставка «Лубенська художня весна»,  м. Лубни, Полтавська обл., (2018, 2021);
- Всеукраїнська виставка до Дня художника в Києві, (2018, 2019);
- Культурно-мистецький проект «Художники Києва — рідному місту», (2019);
- 9-та Всеукраїнська, 1-ша Міжнародна виставка «Графіка у Харкові», (2019);
- Ювілейна Всеукраїнська виставка, присвячена 175-річчю від дня народження І. Ю. Рєпніна, (2019);
- Міжнародне трієнале «Мандрівна філософія» (2019—2020);
- 11-та Всеукраїнська, 2-га Міжнародна виставка «Графіка у Харкові», (2020);
- Міжнародна виставка «Меморіал Куїнджі», (2021).

## Твори художника
- «Зимовий парк» полотно, олія, 50х60, (2017);
- «Рання весна на Сулі», полотно, олія, 40х60, (2008);
- «Натюрморт з гранатами», полотно, олія, 40х60, (2017);
- «Кавовий натюрморт», полотно олія, 50х60, (2017);
- «У кожної вулиці своя історія», полотно, олія, 60х80, (2018).